# Myotis ater
Myotis ater — вид роду Нічниця (Myotis).

## Поширення, поведінка
Країни поширення: Індонезія (Калімантан, Малуку, Сулавесі, Суматра), Малайзія, Філіппіни, Таїланд, В'єтнам. Він був захоплений в полон близько швидкісних потоків, сільськогосподарських угідь, вторинних лісів у В'єтнамі. Вид комахоїдний.